# Aeroportul Glasgow Prestwick
Aeroportul Glasgow Prestwick (IATA: PIK, ICAO: EGPK) este un aeroport din South Ayrshire, Scoția, Regatul Unit ce deservește zona Glasgow. Aeroportul a fost tranzitat în 2022 de 444.433 de pasageri. A fost deschis în 1934 și numit după zona deservită.
Situat la o altitudine de 20 m, aeroportul dispune de 2 piste. Este operat de .

## Infrastructură

### Piste
Aeroportul dispune de 2 piste. Pista 12/30 are suprafața de asfalt și dimensiunile 2.986 m × 46 m. Pista 03/21 are suprafața de asfalt și dimensiunile 1.905 m × 45 m. 